# ویتا نووا هولدینگز
ویتا نووا هولدینگز (به انگلیسی: Vita Nuova Holdings) یک شرکت انگلیسی مستقر در یورک است که خدمات و فناوری‌هایی در زمینه‌های سیستم‌های توکار و برنامه‌های کاربردی توزیع‌شده مبتنی بر سیستم‌عامل اینفرنو را ارائه می‌دهد. این شرکت همچنین سیستم‌عامل پلان ۹ از آزمایشگاه‌های بل را توزیع می‌کند. اینفرنو یکی از مشتقات پلان ۹ است که در اصل در آزمایشگاه‌های بل توسط خالقان یونیکس و سی و همچنین دیگران ایجاد شده است. اینفرنو یک سیستم‌عامل کوچک و کارامد است که در سیستم‌های توکار و برنامه‌های کاربردی توزیع‌شده استفاده می‌شود. در سال ۲۰۰۰، بنیان‌گذاران شرکت ویتا نووا هولدینگز، حقوق انحصاری سیستم‌عامل اینفرنو را بدست آوردند. نام شرکت به زبان ایتالیایی است و معنی آن «زندگی جدید» است.